# Linyphia pellos
Linyphia pellos är en spindelart som beskrevs av Arthur Urquhart 1891. Linyphia pellos ingår i släktet Linyphia och familjen täckvävarspindlar. Inga underarter finns listade i Catalogue of Life.